# 紐約衝突效應
是一部2020年的美國犯罪劇情片，由Taheim Bryan編劇、Brendan Kyle Cochrane執導。故事聚焦於黑人紐約警探Chris Jones（由Tobias Truvillion飾演），在被一位白人警探開槍射擊後，他回擊並導致對方死亡。電影探索了警察暴力、種族歧視以及執法部門內部的複雜關係等議題。
這部電影演員陣容堅強，包括Ice-T、Maurice Benard、Syleena Johnson和羅伯·哥希斯。由First Born Production和Digital Seven製作，並由Mutiny Pictures發行。電影於2021年5月7日限定上映，口碑褒貶不一，但部分評論讚揚了Tobias Truvillion的表演，同時批評了剪輯和故事結構的缺乏焦點。
令人遺憾的是，電影編劇Taheim Bryan在電影上映後不久的2021年8月，於紐約市內遭槍殺。

## 演員名單
- Tobias Truvillion 飾演 Chris Jones 警探
- Syleena Johnson 飾演 Jackie Jones 警佐
- Ice-T 飾演 Croft
- Maurice Benard 飾演 Chavat Issak 隊長
- Robert Clohessy 飾演 Rullan 內部調查警探
- Chris Kerson 飾演 Kevin McKenzie 警探
- Jules Willcox 飾演 Kathy McKenzie
- Fredro Starr 飾演 Du
- Hassan Johnson 飾演 Justice
- Marc John Jefferies 飾演 Kenny Williamson
- Jermaine Hopkins 飾演 Jermaine
- Anthony 'Treach' Criss 飾演 Trigger
- Myles Clohessy 飾演 Mitchell 警員
- James Doherty 飾演 Jacobs 警員
- Gabriella Sophia Terrero 飾演 Kimberly Rullan
- Jermel Howard 飾演 Mel
- Kresh Novakovic 飾演 Parmeto 警員
- Sal Rendino 飾演 Jim Hannigan
- Hilary Barraford 飾演 Katie Mitchell
- Josh Berresford 飾演 Jack Mullen 警探
- Bill Weeden 飾演 Gorka 先生
- Darlene Dues 飾演 Michael的母親
- Brad Fleischer 飾演 Josh McKenzie
- Gerard Cordero 飾演 Jean Rivera 警探
- Vincent Minutella 飾演 Jerry Rifkin 內部調查警探
- Hwalan Shub 飾演 Kate Summers 警探
- Ameerah Briggs 飾演 Ashley Williamson
- Reggie Talley 飾演 Michael Williamson
- Audrey Labarthe 飾演 Susan Rosette 警探

## 評論反響
電影收到了兩極的評價。影評人Tomris Laffly在《綜藝》中指出，這部電影試圖成為以Black Lives Matter為背景的現代版《火线重案组》，但因剪輯凌亂和視角分散，未能有效呈現故事核心。她認為敘事過於雜亂，角色與情節未能緊密結合，使整體顯得不夠聚焦。然而，她特別讚揚了 Tobias Truvillion 的表演，認為他飾演的Chris是一位真實且充滿情感深度的角色，成功為這部電影增色不少。
同時，來自《Common Sense Media》的Sandie Angulo Chen給予了3顆星（滿分5顆）的評價。她認為電影雖然在對話上過於說教，並且對黑人社區與執法部門之間的緊張關係進行了簡化處理，但其主題仍具有現實意義，且Tobias Truvillion的精湛演技成功彌補了部分缺陷。她強調，該片在探討敏感議題時展現了一定的藝術價值。

## 編劇Taheim Bryan遭槍殺事件
2021年8月19日晚上11點15分左右，《紐約衝突效應》的編劇兼製作人Joseph "Taheim" Bryan在纽约長島市的Jackson Park豪華公寓外遭槍擊身亡，享年45歲。Bryan當時坐在剛購買的梅賽德斯-賓士車內，一名兇手接近車輛後，向他開了七槍，其中四槍擊中手臂和軀幹，Bryan當場死亡。
事發時，兇手身穿黑色運動褲、白色運動衫，戴著帽子和口罩，先在車庫附近徘徊，後接近Bryan的車輛並進行伏擊。行兇後，兇手快速登上一輛停在附近的深色SUV，由另一名駕駛員載離現場。警方事後公布了監控錄像，希望尋找更多線索以抓捕兇手。
Bryan的朋友兼合作夥伴Ice-T在社交媒體上悼念，表達了對Bryan不幸離世的痛心，並形容他是一位「積極行動的好人」。Bryan的離世引發了外界對紐約市槍支暴力問題的關注，也使其參與創作的電影《紐約衝突效應》受到更多討論。

## 外部連結
- 互联网电影数据库（IMDb）上《紐約衝突效應》的资料（英文）
- 爛番茄上《紐約衝突效應》的資料（英文）